# Dale County
Dale County is een county in de Amerikaanse staat Alabama.
De county heeft een landoppervlakte van 1.453 km² en telt 49.129 inwoners (volkstelling 2000). De hoofdplaats is Ozark.

## Bevolkingsontwikkeling

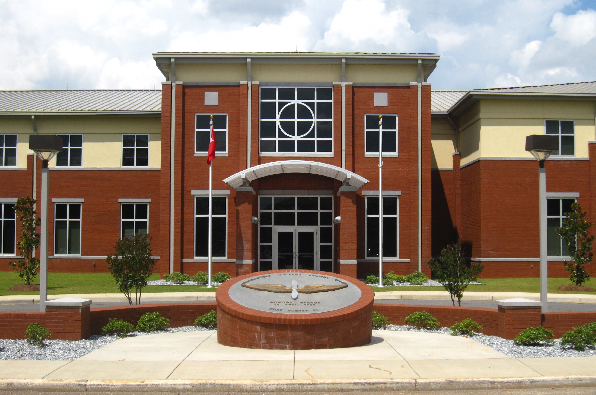
Fort Rucker in Dale County